# Sayhueque
Valentín Sayhueque, en mapudungun Chayweke (c. 1818 - 8 de septiembre de 1903), fue uno de los más importantes caciques mapuche-tehuelches de la región sur de la actual Provincia del Neuquén, en la Patagonia argentina.

## Etimología
No hay coincidencia entre los autores que han tratado la etimología de su nombre, que se recogió en diversas formas: Sayhueque, Saihueque, Shaihueque, Shailhueque, Sayeweke o Choeque según Musters, entre otros.
Saiweke lo escribió Lehmann Nitsche; Chaihueque, Félix San Martín quien lo tradujo como "padre" o "dueño de ovejas"; Sayewecke, Tómas Harrington quien lo interpretó como "lanar florecido" y finalmente Gregorio Álvarez le dio los siguientes significados, "jabalí nuevo o joven", "grito del carnero de la tierra" y "nuevo jefe de los flecheros".
Por su parte, dos contemporáneos mapuches, Domingo Quintuprai y Pascual Coña, se refirieron a él como Shaiweke y Chaiweke respectivamente.

## Nacimiento y contexto histórico
El padre de Sayhueque fue el cacique Chocorí -que para algunas fuentes,  era de origen araucano o pampa-puelche o bien tehuelche, y su madre era Yelkulachüm, de origen puelche (gününa küne). Sayhueque nació cuando los ganaderos de Buenos Aires impulsan el avance hacia los territorios pampeanos bajo control indígena, la idea del exterminio o expulsión de los indígenas (la llamada Conquista del desierto) continuada más tarde por Julio Argentino Roca
A las tres campañas contra los indígenas, emprendidas por el gobernador de la Provincia de Buenos Aires, Martín Rodríguez, entre 1820 y 1823, a fin de expandir la frontera; se le agregó la Campaña de Rosas al Desierto, entre los años 1833 y 1834, que luchando contra las tribus de la Pampa y la Patagonia, avanzó hacia el sur del río Colorado y remontó el río Negro en un intento de someter a los pueblos mapuches y tehuelches, ya sea originarios de la región o procedentes de la Araucanía en Chile.
Casi cincuenta años después, y habiendo fallado la posición defensiva asumida por los gobiernos posteriores a la Batalla de Caseros, el general Julio Argentino Roca —que en 1878 había recomendado la conservación de las alianzas con los ranqueles mientras se preparaba su destrucción por la fuerza—, fue el promotor de la triunfante postura generalizada de avanzar hacia los territorios bajo control indígena, la que llevó a cabo a través de la Conquista del Desierto y que finalizó con el sometimiento o expulsión de los pueblos aborígenes y la cesión de esas tierras a latifundistas.
Asimismo, Estanislao Zeballos -quien estudió la Pampa y la Patagonia- aconsejaba ganarse la amistad y la confianza de Sayhueque, pero a la vez consideró que se debía ser implacable con los pampas, puelches, ranqueles y salineros. Por su parte, Napoleón Uriburu decidió cruzar el río Neuquén y hostilizó y persiguió a los pueblos indígenas

## Gobierno del País de las Manzanas
Las buenas relaciones y la paz predominaban bajo la férrea jefatura de Sayhueque y se extendía a varios caciques y capitanejos del Neuquén, que entonces se denominaba “País de las Manzanas”. Tenía fama de hospitalario y poseedor de riquezas expresadas en ganado, caballadas y platería.[cita requerida]
Reconocido como autoridad por Buenos Aires, residía en Caleufú y trabó una buena amistad con el gobierno argentino porque Sayhueque se consideraba argentino y dado que los “manzaneros” eran ganaderos y cultivaban sus fértiles tierras. En 1863 firmó un tratado de paz con el gobierno de Buenos Aires. y no participaban en los malones.
Por otra parte, se quería evitar que sus 5.000 lanzas apoyaran a los araucanos del renombrado  cacique Calfucurá, que dominaba la región pampeana con sus malones. El llamado País de las Manzanas, hogar de Sayhueque y su confederación heterogénea de araucanos y tehuelches, era el área de mayor concentración de la población. Para que Roca tuviera éxito enfrentándose a los pueblos de las Pampas y silenciara a los partidarios de la política defensiva de Adolfo Alsina requería del apoyo del lonco:

Es necesario darse cuenta de la importancia del Cacique Sayhueque (Sayweke) y de las consideraciones que le debemos por su nobleza y por la constante protección que ha prestado a la causa de la civilización y de los intereses argentinos. Él domina a los tehuelche, y si estuviera aliado a nosotros en el Río Negro, aquellos lo estarían con más razón... Lo cortés no quita lo valiente, dice el adagio, y ésa es la fórmula que encierra todo el plan sobre los manzaneros y tehuelche. Debemos sacar partido de su índole, para aliarlo a nuestro ejército.

En 1870 Sayhueque fue visitado en sus toldos manzaneros del sur neuquino por el marino y explorador inglés George Chaworth Musters. Estuvo varios días con su comitiva tehuelche y fue muy agasajado.

El gran Choeque (así lo escribió Musters en su libro) hombre de aspecto inteligente, como de treinta y cinco años de edad, bien vestido con poncho de tela azul, sombrero y botas de cuero”. Este cacique tenía plena conciencia de su alta posición y de su poder; su cara redonda y jovial, cuya tez, más oscura que la de sus súbditos, había heredado de su madre tehuelche, mostraba una astucia disimulada, y su risa frecuente era algo burlona.

La visita de Musters coincidió con un parlamento en el cual rechazó la propuesta de Calfucurá de un malón a Bahía Blanca. Musters fue despedido amigablemente.
En 1872 visitó a Sayhueque el mayor Mariano Bejarano enviado por el gobierno a "tomar todos los datos posibles sobre el número de indios que haya en esa parte y trayecto que siguiere, calidad de los campos, clase y situación de las aguadas, etc., y todo cuanto pudiere interesar al conocimiento de esas regiones". Bejarano fue testigo del rechazo por Sayhueque del ofrecimiento de dos banderas que le traía un emisario del ejército chileno: "el Cacique las devolvió, diciendo que él era argentino".
Pero quien tal vez le expresó el mayor aprecio y lo distinguió con su amistad fue el explorador y científico argentino Francisco P. Moreno, su compadre, a quien en cierta ocasión lo retuvo medio secuestrado, aunque no por propia decisión sino por intervención de sus consejeros, que no querían que Moreno pasara a Chile. De su primer viaje y entrevista en 1875 anotó después

Shaihueque es un indio de raza pampa y araucana, bastante inteligente y digno de mandar en jefe las indiadas... es el jefe principal de la Patagonia y manda las siete naciones que viven en esos parajes: araucanos, picunche, pehuenche, huilliches, tehuelches, agongures y traro huiliches.

Tal vez su aureola de nativo pacífico tuvo algo que ver con aquella expresión de su padre de no enfrentarse con los blancos pues sus ropas de infante habían sido cristianas, lo que no debía olvidar.

## Guerra durante la Conquista del Desierto
Durante la primera parte de la Conquista del Desierto, se produjeron confusos episodios: al parecer el coronel Uriburu se extralimitó y atacó más allá de donde le había sido ordenado. En abril de 1879 Sayhueque consultó a sus caciques mayores, reunió un parlamento de guerreros y preparó a su gente. Uriburu inició las hostilidades. Contra lo esperado, ya que había tratados de paz vigentes, Sayhueque no recibió la convocatoria ordenada por Roca para conferenciar. Roca había escrito a Sayhueque, nombrándolo Gobernador de las Manzanas. ¿Contradicción o táctica? Roca, hábil estratega, había estudiado las campañas contra los indios en Estados Unidos y conocía la experiencia de los ingleses en la India: divide y reinarás. A unos prebendas, a los irreductibles, plomo. Sayhueque se dirigió a Uriburu instándolo a mantener la paz. Uriburu no contestó su pedido. El conflicto se hizo irreversible: indios y ejército se enfrentaron en Auca Mahuida y en el río Agrio. Pero en tan amplio territorio se libra una guerra de guerrillas, golpeando al ejército en sus puntos débiles, sin que se produzcan grandes enfrentamientos.
En 1881 el general Conrado Villegas lanzó la Campaña al Nahuel Huapi, con el objetivo de batir a los indios de Sayhueque, que se estimó, tenía en ese momento 1000 lanceros y el gobierno ya no lo consideraba amigo. El ejército movilizó a 1700 hombres en tres brigadas:
- La primera brigada bajo el mando del teniente coronel Rufino Ortega realizó una breve campaña en la que enfrentó a Tacumán, hijo del cacique Sayhueque. Llegó al Nahuel Huapi el 3 de abril, dejando a su paso 23 indígenas muertos.
- La segunda brigada a cargo del coronel Lorenzo Vintter, sorprendió cerca del río Collón Curá al cacique Molfinqueo tomando 48 prisioneros, en la búsqueda de Sayhueque dejó 17 indígenas muertos.
- La tercera brigada al mando del coronel Liborio Bernal, en su camino hacia el Nahuel Huapi capturó a 140 indígenas y abatió a 45. Sin embargo los principales caciques seguían libres, "Prefieren morir peleando que vivir esclavos" y en 1882 realizaron los últimos ataques.

En 1882, la campaña de Villegas había expandido la frontera a todo el Neuquén, territorio defendido -a partir de ese momento- por quince nuevos fortines y fuertes: 364 indígenas más habían sido muertos y más de 1700 fueron nuevos prisioneros. El 5 de mayo de 1883 el general Villegas informaba:

En el territorio comprendido entre los ríos Neuquén, Limay, Cordillera de los Andes y Lago Nahuel Huapi; no ha quedado un solo indio, todos han sido arrojados a occidente.(...) Al sur del río Limay, queda del salvaje los restos de la tribu del Cacique Sayhueque, huyendo, pobre, miserable y sin prestigio ...

No obstante lo cual, en noviembre el gobernador de la Patagonia, general Lorenzo Vintter, dispuso el ataque final contra Sayhueque e Inacayal. El teniente coronel Lino Oris de Roa partió de Valcheta con tres columnas ligeras, buscando a Sayhueque por Tromeniyeu, Maquinchao y Yalalabat, pero el cacique se había esfumado. Para entonces Manuel Namuncurá -hijo del cacique Namuncurá- extenuado, se había rendido con 330 de sus hombres. Los caciques, reunidos en un gran parlamento, intentaron organizar una defensa desesperada. Provistos de armas de fuego fueron al combate con el compromiso de pelear hasta morir. Varios caciques se vieron obligados a rendirse. Pero Sayhueque e Inacayal estaban dispuesto a batallar hasta el fin. En la Memoria del Departamento de Guerra y Marina se afirmó que

... se habían invitado recíprocamente con Sayhueque que estaba en el Norte para unirse y pelear a las tropas hasta morir. Que la vigilancia que se tenía en los toldos era grande, y que ellos no se separaban los hombres más que en reducido número y por pocas horas para bolear, teniendo al propio tiempo el encargo de bombear el campo y cortar rastros en todos los rumbos.

Al unirse los caciques, acordaron una enérgica resistencia:

... en Schuniqueparia había tenido lugar un gran parlamento, al que concurrieron Inacayal, Foyel, Chagallo, Salvutia, Rayel, Nahuel, Pichi Curuhuinca, Cumilao, Huichaimilla, Huenchunecul, Huicaleo y otros caciques en representación de su tribu y Sayhueque con todos sus capitanejos. ... Que el parlamento se arribó a la conclusión de no entregarse ninguno a las fuerzas del gobierno y de pelear hasta morir, debiendo prestarse recíproco apoyo las tribus entre sí. Que la señal de alarma convenida era prender fuego en los cerros, y que según su número y situación tenían su inteligencia explicativa, cosa que sólo era conocida por los caciques

Hubo escaramuzas; el ejército les cerró los pasos a los indígenas. Pese al juramento de sus jefes, los contrastes y la diferencia de armamento mella el ánimo de los aborígenes. No hay fuerzas ni ganado y frente a los chasques que revelaban que todo había terminado, el ejército indio se desbandó. Únicamente las huestes de Sayhueque cabalgaban libres, pero el cacique comprendió que es una cuestión de tiempo. Los indios libraron una última batalla el 18 de octubre de 1884.
Finalmente Sayhueque se entregó el 1 de enero de 1885 con más de 3000 hombres.

## Últimos años
Concluidas las hostilidades contra los manzaneros, Sayhueque fue conducido a Carmen de Patagones y de ahí a Buenos Aires, previa escala en Bahía Blanca, en el vapor Pomona.
Lo alojaron en Retiro donde pasó a ser, junto a su gente, un objeto de observación, precisamente en las fiestas de Carnaval. Los diarios de la época se hicieron eco de los sucesos. Lo fotografiaron, lo entrevistaron y lo vistieron de compadrito.
Se entrevistó con Moreno, con el ministro de Guerra, con el Arzobispo y con el presidente Roca. Pedía tierras para su gente. Un lugar para vivir en paz, un lugar para la dignidad.
El 1 de abril se embarcó nuevamente para la Patagonia. Quedaron en Buenos Aires, presos, los capitanes fieles, su hijo y su familia.
Lo llevaron a Chichinales, cerca de la actual Villa Regina, donde estaba parte de su gente. Este era un destino transitorio, a la espera de las tierras prometidas, pero pasaron así más de diez años.
En 1896 el gobierno argentino asignó a Sayhueque y su gente las tierras: las lomas de unas sierras pedregosas, en Chubut, lejos de sus ríos y sus verdes.
Cuando se establecieron en el valle de Genoa, ya la vida del cacique se apagaba.

## Muerte
Sayhueque murió el 8 de septiembre de 1903 luego de que un ataque al corazón lo derrumbara durante una ceremonia ritual en Chubut. Lo asistió el salesiano Lino Carvajal, quien telegrafió la novedad al presidente Roca.